# Los Andes (Colômbia)
Los Andes é um município da Colômbia, localizado no departamento de Nariño.